# Eparchia głazowska
Eparchia głazowska – jedna z eparchii Rosyjskiego Kościoła Prawosławnego, z siedzibą w Głazowie.
Eparchia głazowska pierwszy raz funkcjonowała w latach 1935–1943; jej jedynym ordynariuszem był w tym okresie (de facto do aresztowania w 1939) Abraham (Diernow).
Eparchia została erygowana na posiedzeniu Świętego Synodu Rosyjskiego Kościoła Prawosławnego 26 grudnia 2013 poprzez wydzielenie z eparchii iżewskiej i udmurckiej i jako składowa metropolii udmurckiej. Należą do niej parafie położone w rejonach balezińskim, diebiesskim, głazowskim, irgińskim, jarskim, jukamieńskim, kieskim, krasnogorskim, siełtińskim, siumsinskim i szarkańskim Republiki Udmurckiej.

## Biskupi głazowscy
- Wiktor (Siergiejew), od 2014[3]